# Cyclisme aux Jeux sud-asiatiques de 2006
Les compétitions de cyclisme des Jeux sud-asiatiques 2006 se sont déroulées du 21 au 26 août, à Colombo au Sri Lanka. 

## Podiums
| Épreuves                     | Or                         | Argent                         | Bronze                     |
| ---------------------------- | -------------------------- | ------------------------------ | -------------------------- |
| Épreuves masculines          |                            |                                |                            |
| Course en ligne              | Meemanage Perera           | Upul Kalahe Lokuge             | Dilsher Ali                |
| Contre-la-montre             | Meemanage Perera           | Tushita Dinesh Hettiarachchige | Hemantha Kumara Gonagalage |
| Contre-la-montre par équipes | Pakistan                   | Sri Lanka                      | Inde                       |
| Épreuves féminines           |                            |                                |                            |
| Course en ligne              | Ayesha Sumanaweera         | Siriyalatha Wickramasinghe     | Rahila Bano                |
| Contre-la-montre             | Siriyalatha Wickramasinghe | Rahila Bano                    | Chaoba Devi                |
| Contre-la-montre par équipes | Sri Lanka                  | Inde                           | Pakistan                   |

## Tableau des médailles
| Rang  | Nation    | Or | Argent | Bronze | Total |
| ----- | --------- | -- | ------ | ------ | ----- |
| 1     | Sri Lanka | 5  | 4      | 1      | 10    |
| 2     | Pakistan  | 1  | 1      | 3      | 5     |
| 3     | Inde      | 0  | 1      | 2      | 3     |
| Total | Total     | 6  | 6      | 6      | 18    |